# Thomas Ellison
Pour les articles homonymes, voir Ellison.

a Compétitions nationales et continentales officielles uniquement.

b Matchs officiels uniquement.
Dernière mise à jour le 18 mai 2025.
Thomas Ellison, né le 11 novembre 1867 à Otakou (Nouvelle-Zélande) et mort le 2 octobre 1904 à Wellington (Nouvelle-Zélande), est un joueur international néo-zélandais de rugby à XV qui a joué avec Wellington. Bien que disputant sept matchs avec l'équipe de Nouvelle-Zélande, il ne compte aucune cape. Il évolue au poste d'avant.

## Biographie
Thomas Ellison joue pour la province de Wellington avant de participer à la tournée de l'équipe de Nouvelle-Zélande en Australie en 1893. Dans cette tournée, où aucun test match n'est joué face à l'Australie, il est le capitaine de l'équipe qui rencontre les Combined XV, Cumberland County, l'équipe de  Nouvelle-Galles du Sud à deux reprises et le Queensland à trois reprises.
Ellison est le premier Māori à exercer la profession d'avocat après avoir fait des études à l'école de Te Aute.
À la première assemblée de la New Zealand Rugby Union, Ellison propose que les couleurs du maillot de l'équipe nationale soit le noir avec une fougère argentée. Il est l'auteur d'un livre d'entraînement The Art of Rugby Football en 1902. En 1892, c'est lui qui invente l'usage du poste novateur de winger, ou « voltigeur » avant, chargé d'épauler rapidement les lignes en difficultés et d'introduire le ballon en mêlée. La mêlée évolue en 2–3–2 avec un avant libre supplémentaire qui peut aussi bien renforcer les trois quarts. La mêlée en 2–3–2 sera interdite dans les années 1930. 
Il participe à la tournée des Māori néo-zélandais dans les îles britanniques, en Australie et en Nouvelle-Zélande. Cette tournée est organisée, dirigée par Joe Warbrick.
Ellison meurt à Wellington en 1904.
En 2005, Ellison est classé comme un des 100 qui ont fait l'histoire de la Nouvelle-Zélande.

## Statistiques en équipe nationale
Thomas  Ellison n'obtient aucune cape avec l'équipe de Nouvelle-Zélande. Il dispute toutefois sept rencontres, non comptabilisées comme tests, en 1983, toutes en tant que capitaine.